# Supergroep (muziek)

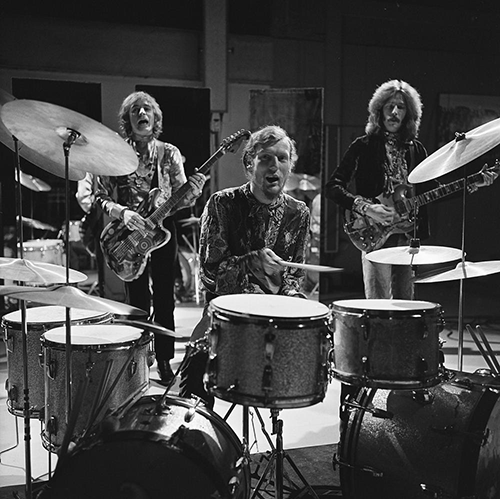
Optreden van Cream in het Nederlandse televisie programma Fanclub in 1968

Een supergroep is een  band waarvan de leden reeds succesvol zijn geweest als soloartiest of als lid van een of meerdere andere bands hun sporen verdiend hebben. Hoewel de term meestal gebruikt wordt binnen de rock- en popmuziek, geldt dit ook voor andere genres zoals De Drie Tenoren in de operawereld.
De term wordt soms gehanteerd wanneer verschillende leden van een groep later grote successen hebben. Supergroepen worden soms gevormd als een soort muziekproject en worden hierdoor niet altijd bedoeld als een lang bestaande entiteit, maar kunnen soms uitgroeien tot de belangrijkste bezigheid van een muzikant. Gelegenheidsformaties worden vanaf de jaren 80 vaker gebruikt om een of meerdere malen geld in te zamelen voor goede doelen en zijn ook voorbeelden van supergroepen.

## Ontstaan
Eind jaren zestig werd het populair onder rockmuzikanten om met andere muzikanten een album op te nemen, om vervolgens weer ieder zijn eigen weg te gaan. In 1969 noemde Rolling Stone-redacteur Jann Wenner de band Cream de eerste supergroep, die vanaf toen werd gezien als het prototype supergroep dat kort bestaat, maar flink gehyped wordt. Cream bestond uit de leden Eric Clapton, Jack Bruce en Ginger Baker, die na drie jaar en vier albums uiteengingen. Gitarist Clapton en drummer Baker richtten daarna de band Blind Faith op, die ook als bluesrocksupergroep gezien kon worden met de overige leden Steve Winwood (Spencer Davis Group en Traffic) en bassist Ric Grech. De groep nam één studioalbum op, om vervolgens na een jaar weer uiteen te gaan.
De naamgeving zou kunnen komen van het album Super Session van Al Kooper, Mike Bloomfield en Stephen Stills. De samenwerking van Crosby, Stills & Nash (later Crosby, Stills, Nash & Young) is een ander voorbeeld van een supergroep, gegeven het succes van hun vorige  bands (The Byrds, Buffalo Springfield, en The Hollies respectievelijk). Een bekende supergroep in Nederland is De Toppers, bestaande uit René Froger, Gerard Joling, Jeroen van der Boom en Jan Smit.
Ook de groep Vreemde Kostgangers van Boudewijn de Groot, George Kooymans (Golden Earring) en Henny Vrienten (Doe Maar) kan tot een supergroep gerekend worden. Net als De Poema's van de band Van Dik Hout en het duo Acda en De Munnik.
Tot slot kan de groep The Streamers ook als supergroep worden gezien. De bezetting wordt o.a. gevormd door Guus Meeuwis, Frank Lammers, Sanne Hans, Kraantje  Pappie e.v.a.

## Kritieken
In 1974 gaf een artikel van Time magazine, getiteld "Return of a Supergroup", kritiek op het concept. Men noemde het een "potent, maar kortdurend rockfenomeen", dat gezien kon worden als een "smeltkroes van de getalenteerde rotte appels van andere bands." Het artikel bevestigde echter dat bands zoals Cream en Blind Faith "in enorme stadions speelden en giga-geld verdienden; en soms mega-muziek maakten", met optredens "gevoed door strijdende ego's." Desalniettemin leidde deze muzikale hoogspanning niet zelden tot meesterwerken, maar werkte het ook het uiteengaan van de band in de hand.